# Clayton-le-Moors
Clayton-le-Moors es una villa del distrito de Hyndburn, en el condado de Lancashire (Inglaterra).

## Geografía
Según la Oficina Nacional de Estadística británica, Clayton-le-Moors tiene una superficie de 1,72 km².

## Demografía
Según el censo de 2001, Clayton-le-Moors tenía 8289 habitantes (48,34% varones, 51,66% mujeres) y una densidad de población de 4819,19 hab/km². El 23,85% eran menores de 16 años, el 69% tenían entre 16 y 74 y el 7,15% eran mayores de 74. La media de edad era de 36,71 años.
El 94,23% eran originarios de Inglaterra y el 3,28% de otras naciones constitutivas del Reino Unido, mientras que el 1,1% eran del resto de países europeos y el 1,39% de cualquier otro lugar. Según su grupo étnico, el 98,31% de los habitantes eran blancos, el 0,51% mestizos, el 0,89% asiáticos, el 0,08% negros, el 0,14% chinos y el 0,06% de cualquier otro. El cristianismo era profesado por el 81,92%, el budismo por el 0,08%, el hinduismo por el 0,05%, el judaísmo por el 0,04%, el islam por el 0,87%, el sijismo por el 0,13% y cualquier otra religión por el 0,08%. El 12,55% no eran religiosos y el 4,28% no marcaron ninguna opción en el censo.
Del total de habitantes con 16 o más años, el 27,25% estaban solteros, el 51,74% casados, el 2,63% separados, el 9,65% divorciados y el 8,73% viudos. Había 3289 hogares con residentes, de los cuales el 26,06% estaban habitados por una sola persona, el 10% por padres solteros con o sin hijos dependientes, el 39,18% por parejas casadas y el 12,23% sin casar, con o sin hijos dependientes en ambos casos, el 7,18% por jubilados y el 5,35% por otro tipo de composición. Además, había 225 hogares sin ocupar y 4 eran alojamientos vacacionales o segundas residencias.